# بياروم سوري
بياروم سوري (الاسم العلمي:Biarum syriacum) هو نوع من النباتات يتبع جنس البياروم من الفصيلة اللوفية.